# シーブリーズ
シーブリーズ（英語: SEA BREEZE）とは、1902年にアメリカ合衆国で誕生した化粧品のブランドである。2023年現在では、日本を中心に展開しており、発売元はブリストル・マイヤーズ・ジャパン→ファイントゥデイ（旧資生堂ファイントイレタリー→エフティ資生堂→ファイントゥデイ資生堂）である。ただ、これまでに事業譲渡などの理由により、製造販売元と発売元がともに過去に何度か変更されている。米国では2002年から Idelle Labs, Ltd. (Helen of Troy Limited の子会社)がブランドを展開している。

## 商標
SEA BREEZE (シーブリーズ) の商標（標準文字および帆の図形）は、 J. W. BROOKS&CO.、シー・ブリーズ・ラボラトリーズ・インコーポレイテッド（米国法人）などから数度の譲渡を経て、現在は、日本及び米国共に株式会社ファイントゥデイが商標権者である。
トレードマークは、ヨットの帆（1959年から）。

## 歴史
- 1902年：アメリカで誕生。
- 1960年：日本での試験発売を開始。
- 1969年：日本での正式発売を開始。
- 1982年：ブリストル・マイヤーズ社（のちのBMS）に、日本での販売権を譲渡。
- 1983年：当商品のテレビCMの放映開始。
- 1993年：ボディーシャンプー（当初は、クール&デオドラントタイプのみ）発売。
- 1994年：ヘアケア製品発売（1985年、当時シャンプーは存在していた。）
- 1996年：デオドラント製品（当初は、パウダー入りのローションのみ）発売。
- 2000年6月15日：BMSの撤退に伴い、資生堂ファイントイレタリーが買収。
- 2000年10月2日：エフティ資生堂が資生堂ファイントイレタリーを吸収合併。
- 2001年：サンシリーズ発売。
- 2002年：誕生100年。
- 2006年：救援をコンセプトとした製品に大幅改良。
- 2021年：日本における発売元をファイントゥデイ資生堂へ変更。

## 主な商品と形状
- ローション（1902年に発売開始したアンティセプティック）
  - 薄荷（ハッカ）の香りの独特の殺菌ローション
  - 初期は小容量のプラボトルでの販売であった。
  - 後期には1000ml入りの大型ボトルも発売された。
  - その後容量が900mlに縮小された。
  - 大容量タイプは資生堂になってからパウチボトルで発売されている。
- ヘアケア（シャンプー・コンディショナー・リンスインシャンプーほか）
  - スクイズボトルとパウチの詰め替え用が販売されている。
- デオドラント（ローション（デオ＆ウォーター）、スーパークールスプレーほか）
  - ピーチクーラー
  - ソープ
  - フローズンシトラス
  - シトラスフルーティ
  - スプラッシュマリン
  - シャイニーアクア
  - クラッシュベリー
  - グリーンアップル
  - シトラスシャーベット
  - フローズンミント
  - 無香性（販売終了）
  - シトラスムスク（販売終了）
  - クールパッション（販売終了）
  - ピンクドリーム（期間限定）（販売終了）
  - ピュアスカイ（期間限定）（販売終了）
  - スーパークールスプレー
  - スプレーボトルタイプ 10種（期間限定）（販売終了）
  - スプレー 10種（コンビニエンスストア限定）
- フェイス&ボディケア（洗顔料・ボディーシャンプー）
- サンケア（2011年、「UVカット＆ジェリー」を発売）
- パターンズ（1988年頃、シャンプーで洗い流せるカラーリングとスタイリングが同時にできる。）（販売終了）

## 以前発売されていた商品と付帯情報
BMS時代までは、理美容室ルートでも販売されていたので、整髪料やヘアトニックなども発売されていたと考えられる。
資生堂グループに販売権を移管した後は、サンシリーズ（日焼け止め）を始め、固形石鹸（つめたいセッケン）、入浴剤なども一時期発売されていた。現行のカテゴリーでも、以前はスプレー式のアンティセプティック、カラーリング用のリンスインシャンプー、デオ&スプレー（エアゾール式のデオドラント）などが発売されていた。
以前はパッケージにFOR SKIN AND SCULPと掲載があり、頭皮をも含む清涼化粧水という性格だったが、現在ではこの表示はなくなっている。

## イメージキャラクターとCMソング
| 年   | イメージキャラクター                                                                   | CMソング                                                       | 備考 |
| ---- | -------------------------------------------------------------------------------------- | -------------------------------------------------------------- | --- |
| 1987 |                                                                                        | 成田勝「Into The Night」                                       | |
| 1988 |                                                                                        | 成田勝「Summer Breeze」                                        | |
| 1990 | なし                                                                                   | 杉山清貴「いつも君を想ってる」                                 | |
| 1991 | なし                                                                                   | 杉山清貴「潮風のFreedom」                                      | |
| 1992 | ZOO                                                                                    | ZOO「Gorgeous｣                                                 | |
| 1993 | trf                                                                                    | trf「EZ DO DANCE｣                                              | |
| 1994 | なし                                                                                   | 矢沢永吉「SEA BREEZE」                                         | |
| 1995 | 中谷美紀                                                                               | ZARD「愛が見えない」                                           | |
| 1996 | 安室奈美恵                                                                             | 安室奈美恵「You're my sunshine」                               | avex所属アーティストが起用されたのは、trf以来3年ぶり、 1996年から1998年までavex所属アーティストが起用された。                                              |
| 1997 | 安室奈美恵                                                                             | 安室奈美恵「How to be a Girl」                                 | avex所属アーティストが起用されたのは、trf以来3年ぶり、 1996年から1998年までavex所属アーティストが起用された。                                              |
| 1998 | 持田香織                                                                               | Every Little Thing「FOREVER YOURS」                            | avex所属アーティストが起用されたのは、trf以来3年ぶり、 1996年から1998年までavex所属アーティストが起用された。                                              |
| 1999 | 深田恭子                                                                               | Mr.Children「I'll be」                                         | |
| 2000 | dream                                                                                  | dream「Private wars」                                          | ブリストルマイヤーズ スクイブ時代 avex所属アーティストが起用されたのは、Every Little Thing以来2年ぶり                                                      |
| 2000 | dream                                                                                  | dream「reality」                                               | エフティ資生堂へ譲渡後 前作に引き続きdreamが起用された。                                                                                                   |
| 2001 | 星野真里 赤西仁                                                                        | T.REX「METAL GURU」                                            | |
| 2002 | 倉木麻衣                                                                               | 倉木麻衣「Feel fine!」                                         | ビーイング所属アーティストの曲が起用されたのは、ZARD以来7年ぶり                                                                                            |
| 2003 | 倉木麻衣                                                                               | 倉木麻衣「Kiss」「If I Believe」                               | ビーイング所属アーティストの曲が起用されたのは、ZARD以来7年ぶり                                                                                            |
| 2004 | ケイティ                                                                               | CHEMISTRY「mirage in blue」                                    | |
| 2005 | 新庄剛志                                                                               |                                                                | 新庄は当時北海道日本ハムファイターズ所属。 |
| 2006 | 成宮寛貴                                                                               | 倖田來未「I'll be there」                                      | 声の出演：北川賢一（ロードオブメジャー） avex所属アーティストの曲が起用されたのは、dream以来6年ぶり                                                        |
| 2007 | 堀北真希                                                                               | チャットモンチー「風吹けば恋」                                 | |
| 2008 | 堀北真希                                                                               | なし                                                           | |
| 2009 | 北乃きい 林遣都                                                                        | Base Ball Bear「BREEEEZE GIRL」                                | |
| 2010 | 川島海荷                                                                               | ROCK'A'TRENCH「言葉をきいて」                                  | |
| 2011 | 川島海荷                                                                               | FUNKY MONKEY BABYS「ラブレター」                               | |
| 2012 | 川島海荷                                                                               | GReeeeN「オレンジ」                                            | |
| 2013 | 三吉彩花                                                                               | miwa「ミラクル」                                               | 2年連続miwaの曲が起用された。 |
| 2014 | 三吉彩花                                                                               | miwa「君に出会えたから」                                       | 2年連続miwaの曲が起用された。 |
| 2015 | 広瀬すず 中川大志 松岡広大（2016年のみ） 北村匠海（2017年のみ） 佳島みさ（2017年のみ） | ナオト・インティライミ「いつかきっと」                         | 2年連続ナオト・インティライミの曲が起用された。 |
| 2016 | 広瀬すず 中川大志 松岡広大（2016年のみ） 北村匠海（2017年のみ） 佳島みさ（2017年のみ） | ナオト・インティライミ「together」                             | 2年連続ナオト・インティライミの曲が起用された。 |
| 2017 | 広瀬すず 中川大志 松岡広大（2016年のみ） 北村匠海（2017年のみ） 佳島みさ（2017年のみ） | whiteeeen「テトテ with GReeeeN」                               | GReeeeNが制作した｢テトテ｣と｢テトテとテントテン｣の2曲が起用された。 GReeeeNの曲が起用されたのは、「オレンジ」以来5年ぶり                                    |
| 2017 | 広瀬すず 中川大志 松岡広大（2016年のみ） 北村匠海（2017年のみ） 佳島みさ（2017年のみ） | GReeeeN 「テトテとテントテン with whiteeeen」                  | GReeeeNが制作した｢テトテ｣と｢テトテとテントテン｣の2曲が起用された。 GReeeeNの曲が起用されたのは、「オレンジ」以来5年ぶり                                    |
| 2018 | 池間夏海 古川毅                                                                        | Little Glee Monster「CLOSE TO YOU」 大原櫻子「泣きたいくらい」 | |
| 2019 | 池間夏海 古川毅                                                                        | Mrs. GREEN APPLE「ロマンチシズム」                             | |
| 2020 | 田鍋梨々花 宮世琉弥                                                                    | 井上苑子「近づく恋」                                           | |
| 2021 | 田鍋梨々花 宮世琉弥                                                                    | 緑黄色社会「これからのこと、それからのこと」                   | |
| 2022 | 高橋文哉 吉川愛 曽田陵介 福山絢水 安斉星来                                             | GReeeeN「自分革命」                                            | 5年ぶりにGReeeeNの曲が起用された。 |
| 2023 | 道枝駿佑 長尾謙杜                                                                      | なにわ男子「Blue Story」                                       | ジャニーズ事務所所属アーティストの曲とイメージキャラクターを起用した初のCM、ジャニーズ事務所所属アーティストをイメージキャラクターに起用した2001年以来のCM |
| 2024 | 佐野勇斗 畑芽育                                                                        | M!LK「ブルーシャワー」                                         | |
| 2025 | 佐野勇斗 畑芽育                                                                        | M!LK「アオノオト」                                             | |